# ГЕС Іваядо
ГЕС Іваядо (岩屋戸発電所) – гідроелектростанція в Японії на острові Кюсю. Знаходячись між ГЕС Камішііба (вище по течії) та ГЕС Цукахара, входить до складу каскаду на річці Мімі, яка на східному узбережжі острова впадає до Тихого океану за п’ять кілометрів від південної околиці міста Хюґа. 
В межах проекту річку перекрили бетонною гравітаційною греблею висотою 58 метрів та довжиною 171 метр, яка потребувала 145 тис м3 матеріалу. Вона утримує водосховище з площею поверхні 0,39 км2 та об’ємом 8,3 млн м3 (корисний об’єм 6,4 млн м3).
Зі сховища ресурс подається через прокладений по лівобережжю дериваційний тунель довжиною біля 4 км, який після вирівнювального резервуару переходить у напірний водовід.
На станції встановили дві турбіни типу Френсіс потужністю по 25 МВт, які використовують напір у 80,4 метра.